# Populatiegrootte
De populatiegrootte van een populatie van een soort is het aantal individuen van die soort die zich bevinden in het onderzochte gebied. 
Een populatie is de groep organismen van dezelfde soort die zich (theoretisch) met elkaar kunnen voortplanten. Wanneer men spreekt over de "wereldpopulatie" van een soort, worden daaronder alle individuen wereldwijd van alle populaties van die soort gerekend.

## Variatie in populatiedichtheid
De populatiegrootte varieert in de loop van de tijd, maar lijkt op de lange duur om een bepaald evenwicht te schommelen. De populatiegrootte hangt af van de populatiedichtheid en worden gereguleerd door biotische factoren als de aanwezigheid van voedsel, de aanwezigheid van predatoren, het voorkomen van ziekten en van abiotische factoren als minimum en maximumtemperatuur, regenval en droogte, duur van sneeuwbedekking. 
Factoren:
- de vruchtbaarheid en geboorten: het aantal eieren of nakomelingen per vrouwelijk individu,
- de mortaliteit, de afname van het aantal individuen in een tijdseenheid door sterfte,
- de migratie: de uitwisseling van individuen tussen populaties van een soort, te weten:
  - immigratie: het zich vestigen in een populatie in een ander gebied.
  - emigratie: het zich vestigen uit een populatie in een ander gebied.

## Bepalen van populatiegrootte
Bij het bepalen van de populatiegrootte worden meerdere methoden gebruikt. De meest gebruikelijke methoden voor het bepalen van populatiegrootte zijn:
Tellen: het direct tellen van individuele dieren in een bepaald gebied of leefomgeving.
{\displaystyle n=\sum _{i=1}^{\kappa }x_{i}}
Steekproefonderzoek: het selecteren van (representatieve) segmenten binnen een populatie en het tellen van het aantal individuen binnen deze segmenten. Door meerdere van deze gebieden te onderzoeken, kan een schatting worden verkregen van de totale populatiegrootte. De geschatte populatiegrootte kan worden beschreven als
{\displaystyle n=({n_{1}+n_{2}+...n_{x} \over x})\mathrm {A} }
waarin {\displaystyle n} de geschatte populatiegrootte is, {\displaystyle n_{x}} het aantal individuen in segment {\displaystyle x}, {\displaystyle x} het aantal onderzochte segmenten en {\displaystyle A} het totale oppervlakte.
Vangst-terugvangst: het markeren van individuen op een niet-schadelijke manier met identificatiemerken, waarna ze worden losgelaten en het terugvangen van (andere of dezelfde) individuen uit dezelfde populatie na een bepaalde tijd. Deze methode wordt gebruikt wanneer individuen uit een populatie moeilijk te tellen zijn. De geschatte populatiegrootte kan worden beschreven als
{\displaystyle n={n_{1}n_{2} \over m}}
waarin {\displaystyle n} de geschatte populatiegrootte is, {\displaystyle n_{1}} het aantal gevangen individuen bij de eerste vangst, {\displaystyle n_{2}} het aantal gevangen individuen bij de tweede vangst en {\displaystyle m} het aantal gemerkte individuen bij de tweede vangst.